# Bellikon

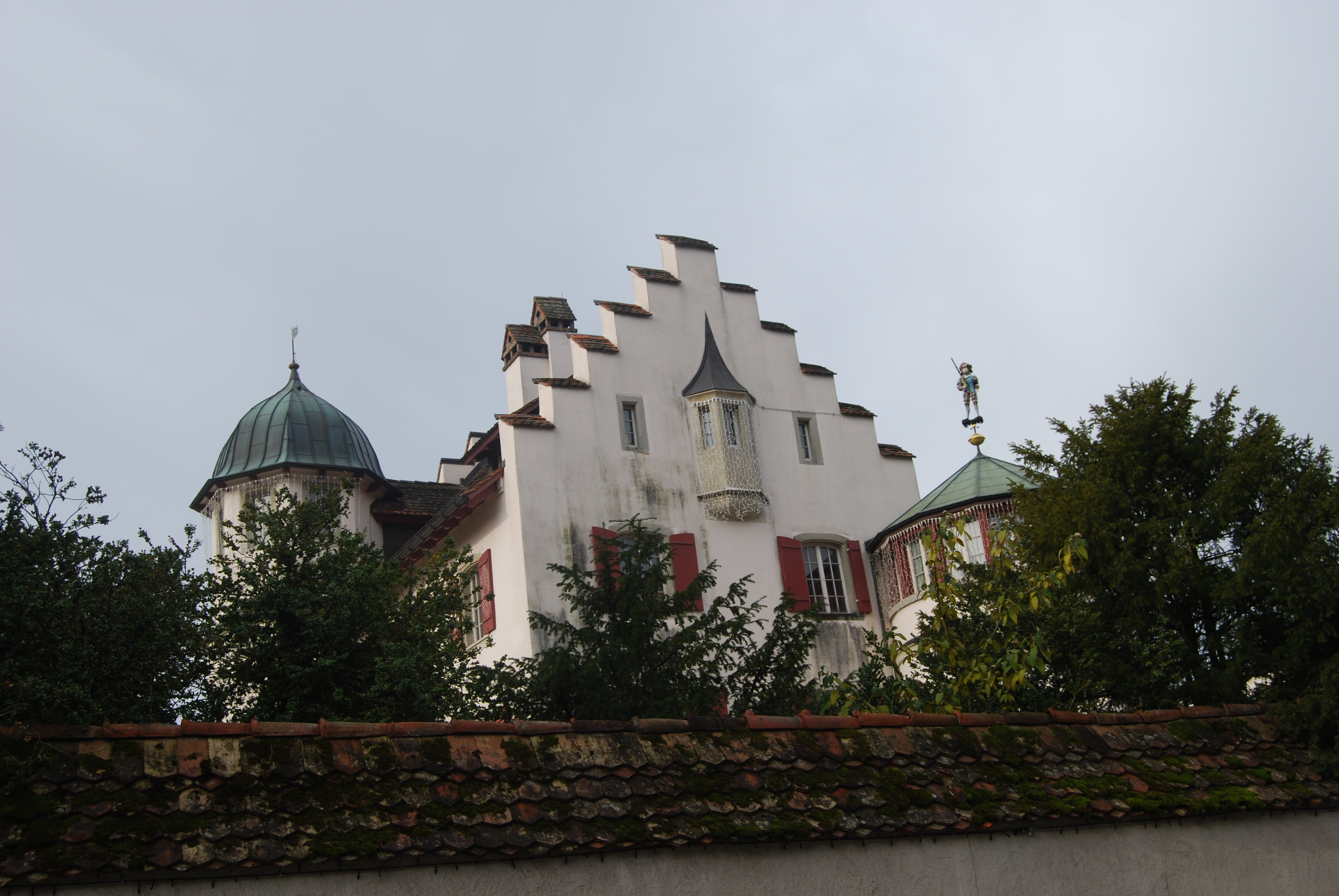
Schloss Bellikon.

Bellikon (schweizertyska: Bällike) är en ort och kommun i distriktet Baden i kantonen Aargau, Schweiz. Kommunen har 1 592 invånare (2023).
Orten omnämndes i skrift första gången 11 oktober 1064 i och med grundandet av klostret Muri, även om det omnämndes på egen hand, som Pellikon, först på 1100-talet.
I början på 1900-talet var Bellikon en bondby med cirka 300–400 personer, men på 2000-talet har invånarantalet ökat till omkring 1 500 personer.
En sevärdhet i Bellikon är slottet som byggdes på 1200-talet av ätten Habsburg och kallades Rotten Hus. Mellan 1314 och 1640 ägdes det av den patriciska familjen Krieg från Zürich. Sedan dess har det sålts två gånger på auktion, senast 1999. 
Det största företaget på orten är SUVA, ett försäkringsbolag som i Bellikon driver ett rehabcenter med 200 platser.